# Oemida
Oemida is een kevergeslacht uit de familie van de boktorren (Cerambycidae). De wetenschappelijke naam van het geslacht werd voor het eerst geldig gepubliceerd in 1904 door Gahan.

## Soorten
Oemida omvat de volgende soorten:
- Oemida gahani (Distant, 1892)
- Oemida lacustris Martins, 1977
- Oemida longipennis Martins, 1977
- Oemida microphthalma Martins, 1977